# Alex de la Croix
Alex de la Croix (Puerto Real, Cádiz, 4 de julio de 1993) es una cineasta, actriz, gestora cultural, activista y modelo española.

## Primeros años
Alex de la Croix nació el 4 de julio de 1993 en el municipio gaditano de Puerto Real donde pasó sus primeros años, marcados según de la Croix por la presencia exclusiva de mujeres en su hogar. Con 18 años comenzó sus estudios de Comunicación Audiovisual en Sevilla, pero en ese mismo año se trasladó a Madrid para formarse de manera independiente.

## Carrera

### 2012-2015: primeros cortometrajes
En 2012 se afincó en Madrid y conoció a la directora Chus Gutiérrez, con quien colaboró habitualmente desde entonces. Ese año, tras participar en un curso a cargo de Gutiérrez, dirigió uno de los episodios de la webserie Nadia en cuesta de la plataforma online Mitele y colaboró en el montaje de su largometraje Droga Oral. También en 2012 ganó su primer premio en el certamen de cortometrajes Cuando el roce no hace el cariño en Cádiz. Entre 2012 y 2015 realizó numerosas piezas de videoarte experimental y cortometrajes que le valieron reconocimiento en festivales como MADATAC en su edición Realidades transmutadas de 2013 y Notodofilmfest.

### 2015-2021: gestión cultural y proyectos como modelo
En 2015 cofundó La Juan Gallery, un espacio de creación de arte en vivo en el centro de Madrid, del que fue codirectora y comisaria hasta 2020. Adicionalmente a su trabajo de gestión cultural impartió clases de Dirección de Arte y Narrativa Visual en el Istituto Europeo di Design de Madrid entre 2018 y 2021.
Como modelo ha participado en campañas para marcas internacionales como Calvin Klein, Levi's, Playboy, Paloma Wool, Missoni y Di Petsa y ha aparecido en videoclips de Sen Senra y Samantha Hudson. También ha sido entrevistada en revistas como Neo2, Vogue España y Hong Kong y V Magazine, que la denominó "una de las voces más importantes de la próxima generación".

### 2021-2022: debut en el cine yLa que se avecina
En 2019 empezó a trabajar en su primer cortometraje profesional Privilegiada, un proyecto autobiográfico ficcionalizado dirigido, escrito y protagonizado por ella misma como parte de la serie Indetectables. Tras su estreno en 2021 el cortometraje fue seleccionado en festivales nacionales e internacionales en Barcelona, Valladolid, Sevilla, Brasil, Estados Unidos y Canadá. Posteriormente, comenzó a trabajar en su primer largometraje dirigido, escrito y protagonizado también por ella misma.
Entre 2021 y 2022 presentó y protagonizó diferentes proyectos online para Prime Video. En 2022 participó en la promoción de la serie Fanático de Netflix. Ese año también apareció en Rainbow dirigida por Paco León, y se unió al reparto de la decimotercera temporada de La que se avecina interpretando a Karma, vecina en la nueva etapa de la serie en el centro de Madrid estrenada en noviembre de 2022.

### 2023-2024: papeles principales en el cine y apariciones en televisión
A finales de 2022 se anunció su participación en Te estoy amando locamente en el papel de Mili, amiga del protagonista, que se estrenó en julio de 2023 aclamada por el público y la crítica. En los días previos al estreno fue la encargada de dar el pregón del Orgullo de Madrid junto a sus compañeros de reparto Alba Flores y Omar Banana. En ese mes también comenzó la producción de su segundo cortometraje, dirigido, escrito y protagonizado por ella misma.
En paralelo a su trabajo en el cine continuó apareciendo en diferentes programas como 25 Palabras y Mental Masters de Telecinco y El Cazador Stars de TVE.En abril la plataforma Max de HBO anunció su participación en la séptima edición de Pekín Express.El programa fue estrenado en octubre de ese año, y su participación junto con su pareja de concurso Guille Camas terminó en la etapa final del concurso al clasificarse como terceros.

### 2025-presente:Domingo de gramosyEl clan Cruz
En abril de 2025, coincidiendo con el Domingo de Ramos, de la Croix anunció el estreno próximo de su segundo cortometraje Domingo de Gramos, escrito y dirigido por ella misma y protagonizado junto con Sara Ruiz Ferrer con la colaboración especial de Samantha Hudson y Miren Ibarguren.Al día siguiente comenzó el rodaje de El clan Cruz, un largometraje sobre su familia dirigido por ella misma.

## Temas de su obra
Sus primeras piezas de videoarte estaban influenciadas por la cultura japonesa y el carácter abstracto y marcadamente estético de la plataforma de microblogging Tumblr. Entre sus referentes, de la Croix mencionaba a Sailor Moon, el folclore japonés y el "J-Horror".
A partir de 2018, con el proyecto Sor&Mor, el humor y la ironía tomaron un papel central en su obra, en ese punto más narrativa que la anterior. Desde entonces, de la Croix publica en sus redes sociales de forma habitual sketches cómicos influenciados por figuras costumbristas de la cultura española y las comedias románticas americanas de la primera década del siglo XXI.
Como persona trans no binaria y activista Q+, de la Croix aborda su obra desde una perspectiva queer. Su cortometraje Privilegiada fue producido como parte de la serie Indetectables de la organización Apoyo Positivo centrada en sensibilizar sobre salud sexual y diversidad, y trata desde la comedia y la ficción su propia pérdida de derechos al dejar de considerarse un sujeto masculino. A menudo aboga también por la visibilidad de la comunidad no binaria y defiende su derecho identitario a expresarse más allá de los límites del binarismo de género.

## Filmografía

### Cine
| Año  | Tïtulo                    | Papel    | Notas                               | Ref.   |
| ---- | ------------------------- | -------- | ----------------------------------- | ------ |
| 2021 | Privilegiada              | Olga     | Directora, guionista y protagonista | [ 16 ] |
| 2022 | Rainbow                   | Binguera | Cameo                               | [ 16 ] |
| 2023 | Te estoy amando locamente | Mili     | Personaje de reparto                | [ 27 ] |
| 2025 | Domingo de Gramos         | Olga     | Directora, guionista y protagonista | [ 31 ] |
| TBD  | El clan Cruz              | ¿?       | Directora                           | [ 39 ] |

### Series de televisión
| Año             | Tïtulo            | Papel | Notas                    | Ref.   |
| --------------- | ----------------- | ----- | ------------------------ | ------ |
| 2013            | Nadia en cuesta   | -     | Directora del episodio 4 | [ 6 ]  |
| 2022 - presente | La que se avecina | Karma | Personaje principal      | [ 26 ] |

### Programas de televisión
| Año  | Tïtulo           | Cadena     | Notas                      | Ref.   |
| ---- | ---------------- | ---------- | -------------------------- | ------ |
| 2019 | Mónica y el sexo | Cuatro     | Invitada, ella misma       | [ 44 ] |
| 2023 | 25 Palabras      | Telecinco  | Concursante, 3 programas   | [ 32 ] |
| 2024 | Mental Masters   | Telecinco  | Concursante                | [ 33 ] |
| 2024 | Pekín Express    | Max / DMAX | Concursante (3° Finalista) | [ 36 ] |
| 2024 | El Cazador       | La 1       | Concursante                | [ 34 ] |

## Premios y nominaciones
En febrero de 2024 fue nominada a la categoría de Mejor Actriz Revelación en los III Premios Carmen del Cine Andaluz que se celebraron en Huelva, por su papel en Te estoy amando locamente. En marzo del mismo año, fue galardonada junto a Lola Buzón, del Premio Andalesgai, «por sus esfuerzos en visibilizar la lucha trans, por destacar en el difícil mundo del cine y porque rebosan arte», según comunicó el Festival de Cine Lésbico y Gai de Andalucía en sus redes sociales.